# Hancock (Michigan)
Pour les articles homonymes, voir Hancock.
Hancock est une ville dans la péninsule supérieure de l'État de Michigan, aux États-Unis.

## Situation
C'est la ville la plus au nord au Michigan, situé sur la péninsule de Keweenaw dans le comté de Houghton. 
Sa population est de 4 323 habitants. 
La ville a été baptisée du nom de John Hancock.
Hancock a une grande communauté de gens d'origine finlandaise. Aujourd'hui, quelques signes de rue en Hancock ont lieu imprimé dans l'anglais et finnois. La seule université des États-Unis avec les racines finlandaises, Finlandia University, est située dans la ville. 

## Jumelages
La ville de Hancock est jumelée avec :
- Porvoo (Finlande)